# Chiapporato
Chiapporato è un piccolo borgo disabitato del comune di Camugnano, in provincia di Bologna, interdetto alla circolazione dei veicoli a motore. Di origine cinquecentesca, fu abitato a lungo da carbonai, pastori e boscaioli. 

## Geografia fisica
Si trova a quota 856 m s.l.m. immerso nel bosco dell'Appennino tosco emiliano, a sud della frazione di Stagno (adiacente al lago di Suviana) in prossimità del confine con la Toscana (provincia di Prato), sulle pendici occidentali del Monte Calvi tra il Fosso di Pradicciolo (a nord) e il Fosso di Chiapporato (a sud). Le sue coordinate esatte (in decimali) sono: 44,09447° N e 11,06755° E.

## Monumenti e luoghi d'interesse
L'ambiente è aspro, l'abitato è prevalentemente diroccato: resistono ancora un antico lavatoio, il forno, la buca della posta e segni di antiche targhe sui ruderi delle case. La chiesa dedicata a san Giovanni Battista, sovrastante il borgo, è stata restaurata nel 2005, dando speranza ad un ulteriore recupero del paese. In paese è stata finalmente portata anche l'energia elettrica, assente fino ad allora. Caratteristico è l'adiacente piccolo cimitero del 1847. Tanto la canonica quanto la chiesa appartengono e sono attualmente gestite dalla Curia di Bologna. Il cimitero invece è gestito dal Comune di Camugnano.
A 400 m a sud di Chiapporato c'è Chiapporato di Là (coordinate decimali 44,092346° N, 11,068231° E), un agglomerato di poche case anch'esse tutte disabitate. Da Chiapporato è raggiungibile in pochissimi minuti di marcia lungo il sentiero CAI 21/A.

## Società

### Demografia
Fu abitato fino al 2013 da solo due persone, madre e figlia, che vivevano con l'allevamento di conigli, pecore e galline, le uniche rimaste di una famiglia di pastori.
Il 4 marzo 2014 il Resto del Carlino riportò la notizia della scomparsa a 88 anni di Zelia Guidoni, "unica abitante del borgo di Chiapporato". Successivamente la figlia si trasferì nel vicino paese di Castiglione dei Pepoli, lasciando così il borgo disabitato.

## Infrastrutture e trasporti

### Percorso dal versante bolognese
Il metodo più comodo è percorrere a piedi o in mountain bike la parte di strada sterrata interdetta ai mezzi a motore che da Vegina porta a Chiapporato, lunga poco meno di 3 km. Non presenta particolari difficoltà ed è adatta anche a famiglie e bambini. Il tempo di percorrenza è inferiore ad un'ora.
Per chi volesse un itinerario più turistico con qualche salita e discesa in più può partire dalla località Belvedere poco oltre la frazione Stagno, nel comune di Camugnano (795 m s.l.m.) - segnavia 155, Caprevecchie (951 m s.l.m.), Sasso di Stagno (1213 m s.l.m.) - segnavia 001, M.te Calvi, Eremo del Viandante - segnavia 21A, Chiapporato, ritorno a Stagno per la strada sterrata prima citata. Tempo di percorrenza circa 5 ore, dislivello circa 560 m.

### Percorso dal versante toscano

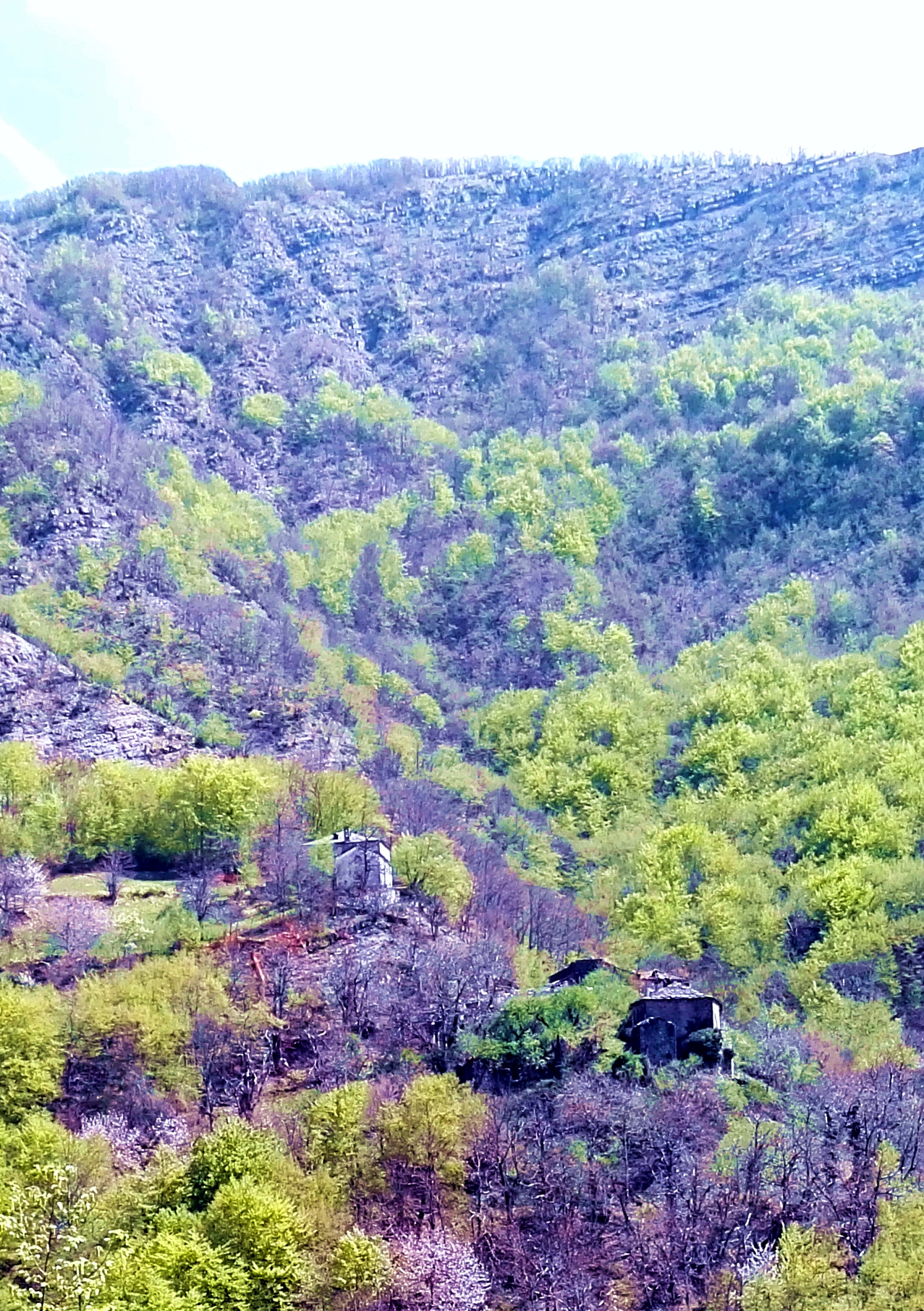
Veduta di Chiapporato da Nord

Partenza dal Tabernacolo di Gavigno (Cantagallo, 968 m s.l.m.) - sentiero 00 sul valico della strada tra la valle del Limentra (Fossato) e quella del Bisenzio (Gavigno), Poggio Roncomannaio, Monte Scalette (1186 m s.l.m.), bivio Sentiero 21A, discesa a Chiapporato (877 m s.l.m.), continuazione sul Sentiero 21A fino a Fossato (707 m s.l.m.) e da qui prosecuzione sullo stesso sentiero fino al ritorno al Tabernacolo di Gavigno. Tempo di percorrenza circa 3 ore, dislivello circa 400 m.

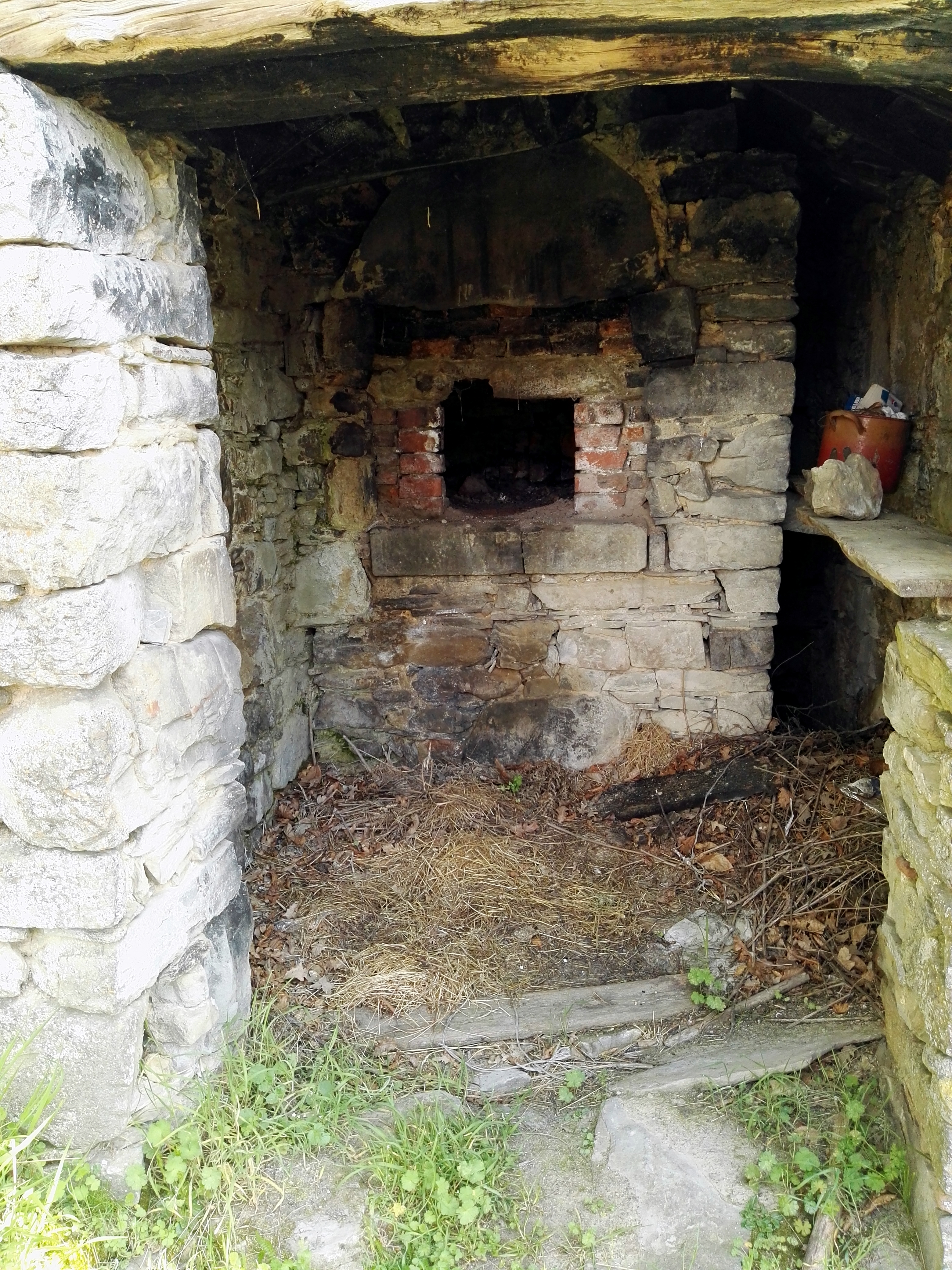
L'antico forno